# Shelley Olds
Shelley Olds (Groton, Massachusetts, 30 de setembre de 1980) és una ciclista nord-americana professional del 2011 al 2016. Ha combinat la carretera amb el ciclisme en pista. Va participar en els Jocs Olímpics de 2012.
Durant una temporada va ser coneguda com a Shelley Evans agafant el seu nom de casada.
Actualment viu a l'Estartit, amb la seva parella, el director esportiu Manel Lacambra.

## Palmarès en carretera
- 2007
  - 1a al Sea Otter Classic (circuit)
- 2009
  - 1a al Tulsa Tough i vencedora de 2 etapes
- 2010
  - Campiona Panamericana en Ruta
  -  Campiona dels Estats Units en critèrium
  - 1a a la Volta a Nova Zelanda i vencedora de 4 etapes
  - 1a al Nature Valley Grand Prix
  - Vencedora d'una etapa al Giro d'Itàlia
  - Vencedora d'una etapa al Tour de Gila
- 2011
  - 1a al Trofeu Costa Etrusca
- 2012
  - 1a al Tour of Chongming Island World Cup
  - Vencedora d'una etapa al Giro d'Itàlia
- 2013
  - 1a al Gran Premi de Gatineau
  - 1a al Nature Valley Grand Prix
  - 1a al Tour d'Elk Grove
  - Vencedora de 2 etapes al Joe Martin Stage Race
- 2014
  - 1a al Gran Premi Comune di Cornaredo
  - 1a al Winston Salem Cycling Classic
  - 1a al Giro de Toscana-Memorial Michela Fanini i vencedora de 2 etapes
  - Vencedora de 2 etapes a la Volta a Costa Rica
- 2015
  - 1a a la Delta Road Race
  - 1a a La Madrid Challenge by La Vuelta
  - Vencedora d'una etapa al Ladies Tour of Norway

## Palmarès en pista
- 2008
  -  Campiona dels Estats Units en scratch